# Zeche Steinbergerbank
Die Zeche Steinbergerbank im Wittener Stadtteil Stockum ist ein ehemaliges Steinkohlenbergwerk. Die Zeche war auch unter den Namen Zeche Steinberg, Zeche Steinbergerbank am Steinberge und Zeche Alte & Neue Steinbergerbank bekannt. Da das Bergwerk mit der Zeche Wallfisch einen gemeinschaftlichen Betrieb bildete, wurde das Bergwerk auch Zeche Steinbergerbank modo Wallfischbänke oder auch Zeche Vereinigte Wallfisch & Steinbergerbank genannt. Das Bergwerk befand sich im Bereich des Steinäckerwegs Ecke Walfischstraße.

## Geschichte

### Die Anfänge
Im Jahr 1744 fuhren die Bauern Wilhelm und Dietrich Höving einen Stollen im Flöz Steinbergerbank auf. Am 22. Juni des Jahres 1752 wurden die Abbaurechte verliehen. Ab dem Jahr 1754 ging das Bergwerk in Betrieb. Am 10. April desselben Jahres wurde das Grubenfeld um 380 Meter verlängert. Im Jahr 1770 war der alte Stollen mittlerweile verschlammt. Aus diesem Grund wurde aus dem Talgrund von Süden her ein neuer Stollen querschlägig aufgefahren. Dieser Stollen war 7,85 Meter tiefer angelegt worden und erreichte nach etwa 300 Metern das Flöz. Am 13. August des Jahres 1772 wurden die Längenfelder Steinberger Bank Nr. 2 und Steinberger Bank Nr. 3 verliehen. Außerdem wurde der Gewerkschaft zugestanden, die Flöze, die sich zwischen ihrem Grubenfeld und dem Grubenfeld der Zeche Stephanie befanden, für sich zu beanspruchen. Ab dem Jahr 1782 übernahm Stephan Casper Schievelbusch die Leitung des Bergwerks. Schievelbusch war zu diesem Zeitpunkt der Hauptgewerke der Gewerkschaft.  Am 18. Juni des Jahres 1784 wurde das Bergwerk durch den Leiter des märkischen Bergreviers, den Freiherrn vom Stein, befahren. Die Zeche Steinbergerbank war eines von 63 Bergwerken, welche vom Stein auf seiner Reise durch das märkische Bergrevier befuhr. Vom Stein machte in seinem Protokoll Angaben über den weiteren Zustand des Bergwerks. Insbesondere bemängelte er den schlechten Zustand der Fördereinrichtung des tonnlägigen Schachtes. Wegen groben Verstoßes gegen die Bergordnung belegte er den Schichtmeister mit einer Strafe von drei Schichtlöhnen und den zuständigen Obersteiger mit einer Strafe von acht guten Groschen.

### Der weitere Betrieb
Ab Mitte des Jahres 1784 ließ Bergdirektor vom Stein das Bergwerk regelmäßig durch den Berggeschworenen Wünnenberg und den Bergkadetten Friedrich befahren. Das Bergwerk hatte erhebliche Probleme bei der Ableitung der Grubenwässer. Außerdem gab es Probleme bei der Schachtförderung. Der Förderschacht hatte eine Teufe von 50 Metern und die gefüllte Fördertonne ließ sich von den Haspelknechten aufgrund des Gewichtes nicht mehr heben. Da das Bergwerk in steiler Lagerung abbaute, gab es auch hier große Probleme. Bedingt dadurch arbeitete man hier nur in den oberen drei Örtern. Der Bergkadett Friedrich wollte diesen Zustand Anfang des Jahres, nach Rücksprache mit vom Stein ändern lassen, jedoch widersetzte sich der Hauptgewerke Schievelbusch diesen Anweisungen. Da Schievelbusch sich nicht den Anordnungen des Bergkadetten fügen wollte, wurde er von vom Stein mit einer Geldstrafe von fünf Talern bestraft. Am 30. Dezember des Jahres 1790 erfolgte eine bergbehördliche Abgrenzung der Berechtsame gegen die Zeche Siebenplaneten Erbstolln. Im Jahr 1791 wurde das Bergwerk durch den Markscheider Niemeyer vermessen und anschließend in die Niemeyersche Karte eingetragen. Der Stollen war mittlerweile auf eine Länge von 1020 Metern aufgefahren worden, außerdem waren zehn Schächte bis auf die Stollensohle abgeteuft worden.
Im Jahr 1796 waren der Schacht Wilhelm und der Schacht No. 9 in Betrieb. Im Jahr 1800 waren der Schacht Lobegott und zwei Versuchsschächte in Betrieb. Im Jahr 1801 erfolgte die Konsolidation mit den Stephanie-Bänken. Der Kohlenvorrat des neuen Bergwerks wurde auf rund 65.000 Tonnen geschätzt. Im Jahr 1805 waren die drei Schächte Friedrich, Henderich und Wegeschacht in Betrieb. Im Jahr 1810 war der Schacht Feldschacht in Betrieb. Im Jahr 1815 war am Schacht Gottfried geringer Betrieb. Im Jahr 1821 waren die vier Schächte Georg, Gottfried, Peter und Steffen in Betrieb. In diesem Jahr wurden 1270 Tonnen Steinkohle gefördert. Das Bergwerk war zu diesem Zeitpunkt, nach Auffassung des Oberbergamtsmarkscheiders Engelhardt, ein wichtiges Bergwerk für den märkischen Bergbau. Im Jahr 1825 waren die Schächte Carl, Christoph und Georg in Betrieb. Am 5. Juli des Jahres 1826 wurde für den Stollen die Erbstollengerechtigkeit verliehen. Im Jahr 1830 waren 27 Bergleute auf dem Bergwerk beschäftigt. In diesem Jahr waren der Schacht Carl und der Schacht Eduard in Betrieb. Das Fördervermögen beider Schächte betrug 10.800 preußische Tonnen pro Jahr. Im Jahr 1832 war das Bergwerk zunächst noch in Betrieb. Im August desselben Jahres wurde die Zeche Steinbergerbank unterhalb der Stollensohle mit weiteren Zechen zur Zeche Vereinigte Wallfisch konsolidiert. Dennoch wurde das Bergwerk bis zum Jahr 1838 Zeche Steinbergerbank modo Wallfischbänke genannt.